# Metaxyphloeus texanus
Metaxyphloeus texanus is een keversoort uit de familie dwergschorskevers (Laemophloeidae). De wetenschappelijke naam van de soort werd in 1904 gepubliceerd door Schaeffer.